# Kohan: Immortal Sovereigns
Pour les articles homonymes, voir Kohan.
Kohan: Immortal Sovereigns est un jeu vidéo de stratégie en temps réel développé par TimeGate Studios et publié sur PC par Strategy First en mars 2001. Le jeu se déroule dans un univers médiéval-fantastique et retrace un affrontement entre quatre factions d’immortels, les Kohan. Il propose un système de jeu très différent de celui des jeux de stratégie en temps réel classiques. La base du joueur est représentée par une cité, doté d’emplacements pour construire des infrastructures, et le jeu n’intègre ni ouvriers, ni collecte des ressources. A la place, les ressources sont produites dans les cités et seul l’une d’elles peut être stockée, les autres étant consommé automatiquement pour l’entretien des troupes. Sur le plan militaire, le joueur ne contrôle pas ses unités individuellement mais par l’intermédiaires de compagnies, constituées de troupes standard et de soutien, sous le commandement d’un capitaine. À sa sortie, le jeu fait l’objet de critique plutôt positive dans la presse spécialisée, qui déplore son ambiance assez terne mais qui salue l’originalité de son système de jeu et ses options stratégiques, et est notamment élu meilleur jeu de stratégie de l’année par le magazine Computer Gaming World.
Kohan: Immortal Sovereigns bénéficie d'une extension baptisée Kohan: Ahriman's Gift et publié par Strategy First sous forme de stand-alone en 2001. Il bénéficie également d’une suite baptisée Kohan II: Kings of War et publié par Take Two Interactive en 2004. Celle-ci reprend les grandes lignes du système de jeu de son prédécesseur mais bénéficie de graphismes en trois dimensions. 

## Trame
Kohan: Immortal Sovereigns se déroule dans le monde médiéval-fantastique de Khalun, une contrée fantastique peuplée d’humains, de sorciers, de magiciens et de monstres. Sa trame est centrée sur l’histoire des Kohan, des êtres immortels amenés dans ce monde par son créateur pour aider ses habitants. Ces derniers ne peuvent être définitivement détruits et, lorsqu’ils sont tués, ils réapparaissent sous la forme d’une amulette et perdent leurs pouvoirs et leurs souvenirs. Grâce à un rituel, ils peuvent ensuite être ramenés à la vie. Les Kohan sont regroupés dans quatre factions dont trois d’humains – le Concile, les Royalistes et les Nationalistes – et une faction regroupant des créatures maléfiques, les Ceylah. Le joueur incarne un de ces Kohan, réveillé après un long sommeil et qui retrouve le monde ravagé par les armées des Ceylah.

## Système de jeu
Kohan: Immortal Sovereigns est un jeu de stratégie en temps réel. Comme dans les autres jeux du genre, le joueur doit gérer des ressources qui lui permettent de développer des cités et de créer et entretenir des troupes pour combattre ses ennemis. Son système de jeu se distingue cependant fortement des autres jeux du genre. La base du joueur est en effet représentée par une cité, doté d’emplacements pour construire des infrastructures, et le jeu n’intègre ni ouvriers, ni procédé de collecte des matières premières. A la place, les cinq ressources du jeu sont produites automatiquement. Les quatre premières – la pierre, le métal, le bois et les cristaux de mana – sont générées par des infrastructures spécifiques construites dans une cité. La cinquième, l’or, est directement généré par la cité. Plus cette dernière est développée, plus les revenus du joueur sont élevés et si le joueur a besoin de plus d’or ou de matière première, il doit conquérir de nouvelles cités. Parmi les cinq ressources, seul l’or peut être stocké par le joueur. Les autres ressources servent uniquement à l’entretien des troupes et sont consommées automatiquement par les unités. Le joueur débute généralement la partie avec un simple hameau qui permet principalement de construire les infrastructures liées à la production de ressources, comme la scierie, la carrière de pierre ou la forge. En améliorant sa cité, le joueur débloque de nouvelles infrastructures dont celles destinées à la formation des troupes, comme les temples ou les baraquements. Une cité ne peut contenir qu’un nombre limité de bâtiments et le joueur doit donc parfois choisir entre plusieurs options.
Sur le plan militaires, le joueur ne commande pas ses unités individuellement mais par l’intermédiaires de compagnies. Ces dernières sont formées par le joueur est sont constituées de quatre unités standard et de deux unités de soutien, sous le commandement d’un capitaine. Ce dernier peut être un des Kohan et ainsi bénéficié de capacité spéciales. Lors des affrontements, les unités combattent en fonction du terrain et de leur positionnement, sans intervention du joueur. Les fantassins en première lignes vont par exemple charger l’ennemi pendant que les archers tirent leurs flèches ou qu’un prêtre les soigne. Le joueur peut en revanche définir le rôle du capitaine qui peut ainsi combattre avec ses troupes ou rester en arrière. Les compagnies ont un coût initial et doivent également être entretenues pour éviter que les soldats ne désertent. Au fur et à mesure des combats, elles gagnent de l’expérience, qui leur permet de gagner en efficacité. Chaque compagnie possède une zone d’influence qui s’affiche en jaune autour d’elle. Lorsque les zones de contrôles de deux compagnies ennemies se touchent, elles combattent automatiquement et le joueur ne peut pas désengager ses troupes sans ordonner la retraite. De la même manière, les cités possède une zone d’influence dans laquelle le joueur doit déplacer une compagnie pour pouvoir remplacer les unités perdues au combat.  Lorsqu’une compagnie ennemie traverse cette zone, les habitants de la cité prennent automatiquement les armes pour l’attaquer. Cette zone d’influence s’aggrandie au fur et à mesure qu’un cité se développe, et peut être étendue en construisant des avant-postes ou en construisant de nouvelles cités.
En solo, Kohan: Immortal Sovereigns propose une campagne et un mode escarmouche qui permet de configurer une partie personnalisé. Le jeu propose également un mode multijoueur en réseau local ou sur Internet (jusqu'à huit joueurs). Il propose enfin un éditeur de niveau qui permet au joueur de créer ses propres cartes,.

## Versions et extension
Kohan: Immortal Sovereigns est développé par le studio américain TimeGate Studios. Il est publié sur PC par Strategy First en Amérique du Nord en mars 2001 et par Ubisoft en Europe.
Le jeu bénéficie d'une extension baptisée Kohan: Ahriman's Gift et publié par Strategy First sous forme de stand-alone en novembre 2001. L'extension constitue une préquelle du jeu original et s'appuie sur le même moteur de jeu. Elle inclut notamment cinq nouvelles campagnes ainsi que de nouvelles fonctionnalités, unités, cartes et modes multijoueur,,. Une special edition du jeu original est publié par Strategy First mai 2002. Cette dernière intègre l'ensemble des patchs du jeu et introduit treize nouveaux héros, douze nouvelles cartes et seize nouvelles options d'intelligence artificielle pour les adversaires joués par l'ordinateur. Elle n'inclut en revanche pas le contenu de l'extension Kohan: Ahriman's Gift. 

## Accueil
| Kohan: Immortal Sovereigns |      |       |
| Média                      | Pays | Notes |
| Computer Gaming World      | US   | 4/5   |
| Gamekult                   | FR   | 6/10  |
| GameSpot                   | US   | 86 %  |
| Gen4                       | FR   | 12/20 |
| IGN                        | US   | 85 %  |
| Jeuxvideo.com              | FR   | 16/20 |
| Joystick                   | FR   | 81 %  |
| PC Gamer UK                | GB   | 72 %  |
| PC Zone                    | GB   | 50 %  |
| Compilations de notes      |      |       |
| Metacritic                 | US   | 87 %  |

À sa sortie, Kohan: Immortal Sovereigns  fait l’objet d’une critique très positive du journaliste Elliott Chin dans le magazine Computer Gaming World qui juge qu'avec lui « TimeGate Studios a réussi l’inimaginable » en créant un jeu de stratégie en temps réel se jouant comme un jeu de stratégie au tour par tour qui se révèle « surprenant, amusant et innovant ». Il salue en particulier l’originalité de son système de jeu, que ce soit sur l’aspect économique ou militaire, qui fait qu’il « ne se joue pas comme les autres » jeux du genre avec notamment l’absence « rafraichissante » de micro-gestion, la variété des possibilités qu'offre son système de compagnie et son utilisation « ingénieuse » des zones d’influence. S’il déplore que sa campagne soit « stimulante mais parfois ennuyeuse », il estime que le cœur du jeu est « fascinant » avant de conclure que s’il n’est pas aussi complexe que Age of Empires II, il est néanmoins « très satisfaisant ». Le journaliste du magazine Gen4 est en revanche très critique et ne comprend pas l’enthousiasme suscité par le jeu outre-Atlantique. Il juge en effet que s’il est plein « de bonnes idées », notamment dans sa gestion des unités, il « échoue à créer une atmosphère et des personnages marquants » et souffre des lacunes de son intelligence artificielle, avant de conclure qu’il s’agit d’un jeu « tiède » qui aura du mal à se faire une place dans le genre. La critique du journaliste de Joystick est plus positive. Si celui-ci déplore que son ambiance ne soit pas plus originale, ses graphismes plus riches et ses cartes moins vides, il juge que son système de jeu et ses possibilités stratégiques relèvent son intérêt. Il explique en effet que s’il est constitué d’éléments plutôt simples, leur combinaison se révèle « complexe » et « jouissive », et salue en particulier son système de gestion des unités, qui le rend plus maniable tout en offrant un nombre impressionnant de combinaison. Il critique par contre sa campagne, qu’il juge ennuyeuse malgré ses missions bien rythmé. Il estime en effet que le fait qu’elles soient scripté empêche l’intelligence artificielle du jeu de donner sa pleine puissance, contrairement au mode escarmouche dans lequel elle est plutôt maligne.
Kohan: Immortal Sovereigns est notamment élu « meilleur jeu de stratégie » de l'année 2001 par le magazine Computer Gaming World. La rédaction du magazine juge en effet que s’il n’a pas bénéficié d’une importante campagne de marketing et qu’il n’était pas particulièrement attendu, il représente une révolution en matière de jeu de stratégie avec son système de jeu unique qui combine le meilleur des jeux de stratégie en temps réel et des jeux de stratégie au tour par tour.

## Postérité
Kohan: Immortal Sovereigns bénéficie d'une suite — Kohan II: Kings of War — développé par TimeGate Studios et publié par Take Two Interactive en septembre 2004. 